# Darlington (Dél-Karolina)
Darlington város az USA Dél-Karolina államában. Lakosainak száma 6149 fő (2020. április 1.).

## Népesség
A település népességének változása:
| Lakosok száma | 6720 | 6289 | 6149 |
|               | 2000 | 2010 | 2020 |